# Schlegelshaid
Schlegelshaid ist ein Gemeindeteil des Marktes Steinwiesen im oberfränkischen Landkreis Kronach in Bayern.

## Geographie
Das Dorf liegt auf einem Höhenrücken. Schlegelshaid ist das höchstgelegene Frankenwalddorf im Kreis Kronach. Im Norden grenzt der Untere Wald an. Beim Ort entspringt der Weißbach und die Wilde Leutnitz. Die Kreisstraße KC 34 führt nach Schwarzmühle zur Staatsstraße 2207 (2,9 km westlich) bzw. zur Kreisstraße KC 32 (0,3 km südöstlich).

## Geschichte
1496 wurde das erste Haus gebaut. 1613 verzeichneten die Steinwiesner Pfarrakten zwei Häuser. 1674 gab es in dem Ort drei Haushaltungen mit 13 Personen und Schlegelshaid wurde zu Wolfersgrün gerechnet.
1731 war Schlögelshayd in das Nachbardorf Neuengrün eingemeindet und dem Amt Wallenfels mit allen Gerichtsamen zugehörig. Die Einwohner pfarrten nach Steinwiesen und der Zehnt gehörte dem Kastenamt Kronach. Schlögelshayd bestand aus drei mit Stadeln versehenen Häusern.
Gegen Ende des 18. Jahrhunderts bestand Schlegelshaid aus drei Anwesen (ein Halbhof, ein Dreiachtelhof, ein Achtelhof). Das Hochgericht übte das bambergische Centamt Wallenfels aus. Die Grundherrschaft über die Anwesen hatte das Vogteiamt Wallenfels inne.
Mit dem Gemeindeedikt wurde Schlegelshaid dem 1808 gebildeten Steuerdistrikt Steinwiesen und der 1818 gebildeten Ruralgemeinde Steinwiesen zugewiesen.
Zwischen 2017 und 2018 wurde ein Gemeinschaftshaus mit einem Gemeinschaftsraum von etwa 30 Quadratmetern und einer Küche von 8 Quadratmetern errichtet. Die Gesamtbaukosten betrugen 221.531 Euro.

### Einwohnerentwicklung
| Jahr      | 001802 | 001818 | 001861 | 001871 | 001885 | 001900 | 001925 | 001950 | 001961 | 001970 | 001987 | 002020 | 002022 |
| Einwohner | 14     | 31     | 87     | 87     | 100    | 103    | 153    | 143    | 132    | 131    | 116    | 84     | 86     |
| Häuser    | 4      | 5      |        |        | 16     | 18     | 25     | 28     | 30     |        | 40     |        |        |
| Quelle    | [ 10 ] | [ 7 ]  | [ 11 ] | [ 12 ] | [ 13 ] | [ 14 ] | [ 15 ] | [ 16 ] | [ 17 ] | [ 18 ] | [ 19 ] | [ 20 ] | [ 1 ]  |

## Religion
Der Ort ist römisch-katholisch geprägt und war ursprünglich nach Mariä Geburt in Steinwiesen gepfarrt. Seit den 1950er Jahren sind die Katholiken in die Neuengrüner Kuratie Aufnahme Mariens in den Himmel gepfarrt.